# Elena Bontea
Elena Bontea (n. 10 noiembrie 1933, Drăgănești, județul Bălți) este o pictoriță și critic de artă din Republica Moldova.

## Biografie
A făcut studii de specialitate la Școala Republicană de Arte Plastice „Alexandru Plămădeală” în anii 1952–1957, apoi la Institutul de Arte Plastice „Ilia Repin” din Leningrad, secția de istoria și teoria artei (promoția 1966).
A fost colaborator științific inferior la Muzeul de Arte Plastice din Chișinău în perioada 1957–1966, după care profesoară la Școala de Arte „Alexei Șciusev” din Chișinău în 1968–1972. A avut expoziții personale la Chișinău (1985, 1996, 2005, 2013), Bender (1986), Bamaco (1988), Neusiedler (1995), și a participat la numeroase expoziții de grup naționale și internaționale.
Elena Bontea a realizat portrete ale scriitorilor moldoveni: Grigore Vieru, A. Cibotaru, E. Damian, R. Portnoi, Nicolae Esinencu, Ion Vatamanu ș.a. Printre lucrările sale reprezentative se numără: Malanca, Crizanteme albe, Viorica, Femeia în roșu, Balada Mioriței, Cântec de toamnă. Lucrările sale se află în colecțiile muzeelor din Chișinău, Madrid, Bacău, Alma-Ata, Komsomolsk-na-amure, Odesa, cât și în colecții private.
Din anul 1965, Elena Bontea este membră a Uniunii Artiștilor Plastici din Moldova (UAM). A fost laureată a Premiului „B. Glavan” al comsomolului din RSSM în 1987. A primit Premiul pentru Excelență al UAP în anii 2002 și 2005. A fost decorată cu Premiul de Stat al Republicii Moldova, Ordinul „Gloria Muncii” și Medalia „Meritul Civic”, iar din 2001 este Maestru în Artă.
În anul 2013 artista a avut o substanțială expoziție personală la Muzeul Național de Artă al Moldovei, care a beneficiat de o serie de articole favorabile și elogioase. Tot atunci s-a editat un catalog cu reproduceri ale operei. Textul introductiv a fost semnat de criticul de artă Vladimir Bulat.
În 2015 a fost inclusă în Antologia picturii moldovenești, ediție bilingvă engleză-română, cu texte semnate de Vladimir Bulat. 
În 2020 a fost inclusă în ediția revăzută și adăogită a Antologiei picturii moldovenești, ediție bilingvă engleză-română, cu texte semnate de Vladimir Bulat. 
| “                | Privită în ansamblul său, pictura Elenei Bontea vădește o coerență circulară, programatică. Artista face parte din acea tagmă de creatori care nu afirmă răspicat că au găsit definitiv și indubitabil calea, ci o caută continuu. Consecvent. Căutarea aceasta, tenace și mereu surprinzătoare, punctează un traseu artistic perfect recognoscibil. Bontea și-a găsit „tema” și „laitmotivul” parcă dintru început. [...] Dacă ar fi să caracterizez întreaga operă a Elenei Bontea, printr-un minimum de cuvinte, aș spune frust: „extaz latent”. | ” |
| — Vladimir Bulat | |   |